# Дхар (княжество)

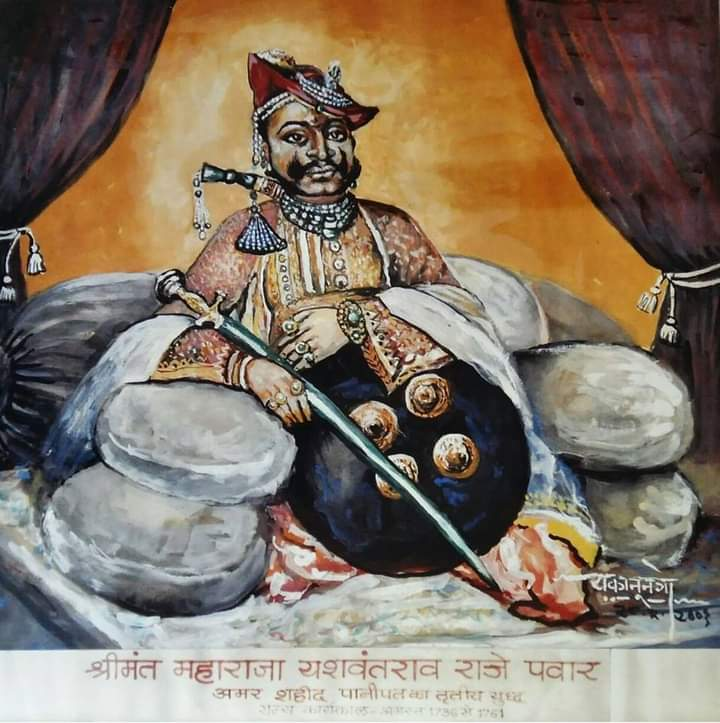
Ешвант Рао Павар, 3-й раджа Дхара (1736—1761)

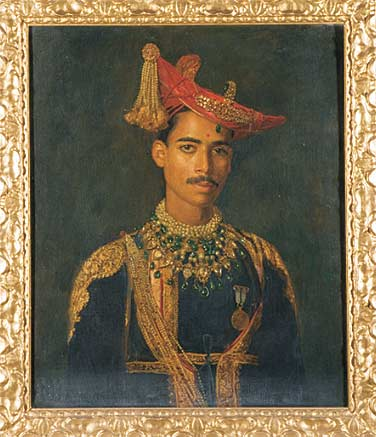
Удаджи Рао II Павар (1886—1926), махараджа Дхара (1898—1926)

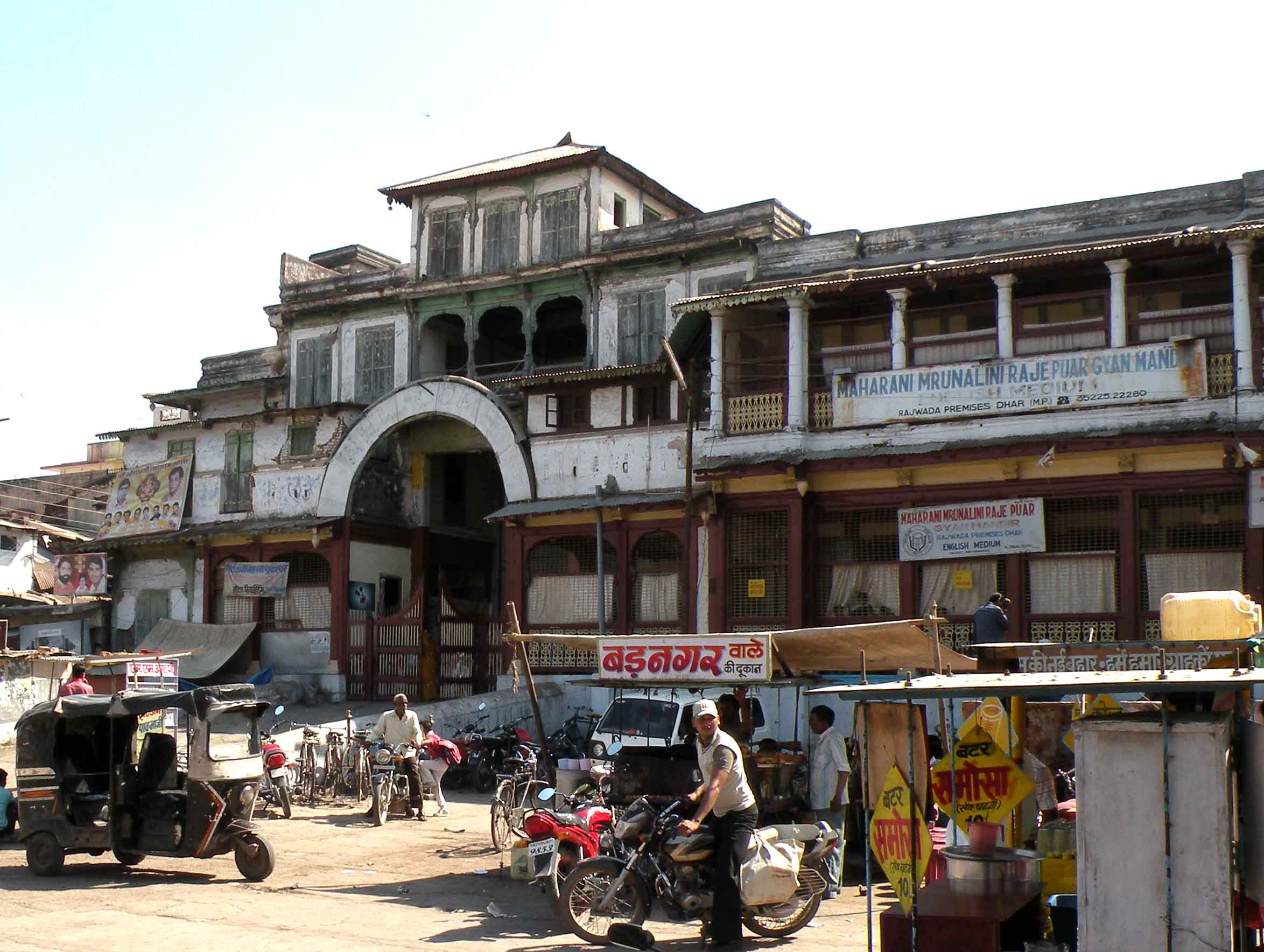
Ворота городского дворца, построенного в 1875 году

Княжество Дхар — туземное княжество Британской Индии. Это было салютуемое княжество в составе Центрального Индийского Агентства. Княжество Дхар было образовано около 1730 года, в период господства Маратхской конфедерации в Индии. В 1941 году княжество имело площадь 1798 квадратных миль (4660 км2) и население 253 210 человек. Столицей княжества был город Дхар (Анагар) с 1732 года (с момента основания в 1728 году первой столицей раджи Дхара был Мултан в Махараштре. В 1948 году княжество Дхар стало часть нового индийского штата Мадхья-Бхарат.
Государство Дхар граничило на севере с княжествами Ратлам и Саилана, на востоке — с княжествами Гвалиор и Индаур, на юге — с княжеством Барвани, а на западе — княжеством Джхабуа и частично княжествами Гвалиор и Индаур.
В настоящее время Хемендра Сингх Рао Павар (род. 1968) является нынешним главой бывшей правящей семьи Дхара.

## История
Княжество Дхар было основано в 1729 году Удаджи Рао Паваром, крупным маратхским военачальником, который получил во земельные владение от Шахуджи. В 1709 году Удаджи Рао вступил в Малву и захватил город Манду, но не смог здесь закрепиться. В декабре 1722 года он получил от пешвы маратхов грамоту на земли в провинциях Гуджарат и Малва. В августе 1725 года за Удаджи Рао были подтверждены права на районы Дхар и Джхабуа. В 1726 году он на некоторое время захватил Бароду в Гуджарате, но нес мог её удержать. Удаджи Рао с другими маратхскими лидерами выступил против пешвы Баджи-рао I, но был разгромлен последним в битве при Дабхои 1 апреля 1731 года. Был взят в плен пешвой, который передал его титул и собственность его младшему брату Ананду Радж.
В июне 1736 года Ананд Радж отказался от княжеского титула в пользу своего старшего сына Ешванта Раджа. Ешвант Рао Павар также сыграл заметную роль в военной экспансии Маратхской империи на севере Индии. В третьей битве при Панипате (1761) Атай-Хан, приемный сын Вазир-Шаха Вали-Хана, был убит Ешвантом Рао Паваром, когда тот взобрался на своего слона и сбил его с ног.
Во время набегов пиндари территория княжества Дхар была урезана, пока она не был восстановлен в прежних размерах 10 января 1819 года, когда правитель Дхара подписал субсидиарный договор с Британской Ост-Индской компанией, перейдя под британский протекторат.
Государство Дхар было конфисковано английской колониальной администрацией после Сипайского восстания 1857 года. В 1860 году княжество Дхар было восстановлено для раджи Анандв Рао III Павара, тогда еще несовершеннолетнего, за исключением отдельного района Байрусия, который был предоставлен Бегум Бхопала. Ананд Рао, получивший в 1877 году личный титул махараджи и Орден Звезды Индии, умер в 1898 году. Ему наследовал его племянник Удаджи Рао II Павар. Вначале правил под управлением регентского совета, пока не достиг совершеннолетия 6 декабря 1907 года. 31 июля 1899 года ему был пожалован личный титул махараджи Дхара (1 января 1918 года титул стал наследственным).

## Правители княжества
Англичане даровали Дхару наследственный пушечный салют из 15 орудий.

### Раджи и махараджи
- 1728—1732: Удаджи Радж I Павар (? — 1732), старший сын Шриманта Сардара Самбхаджирао Кероджирао Павара
- 1732—1736: Ананд Радж I Павар	(? — 1749), младший брат предыдущего
- 1736—1761: Ешвант Радж I Павар (1724 — 7 января 1761), старший сын предыдущего
- 1761—1782: Кханде Радж Павар (1758—1782), единственный сын предыдущего
- 1782—1807: Ананд Радж II Павар (1782 — 10 июня 1807), посмертный сын предыдущего
- 1807—1810: Рамчандра Радж I Павар (декабрь 1807—1810), посмертный сын предыдущего
- 1810—1833: Рамчандра Радж II Павар (1805—1833), старший сын Шриманта Сардара Махипатрао Шинде
- 1834—1857: Ешвант Радж II Павар (1823 — 23 мая 1857), старший сын Шриманта Йешвантрао Дакурджирао Павара
- 1857—1858 (первое правление): Ананд Радж III Павар (8 апреля 1844 — 15 июля 1898), младший брат предыдущего
- 19 января 1858 — 1 мая 1860: княжество Дхар было упразднено
- 1860—1898 (второе правление): Ананд Радж III Павар (8 апреля 1844 — 15 июля 1898), младший брат Ешванта Раджа II Павара
- 1898—1926: Полковник Удаджи Радж II Павар «Баба Сахиб» (30 сентября 1886 — 30 июля 1926), племянник и приёмный сын предыдущего
- 1926—1948: Полковник Ананд Радж IV Павар (24 ноября 1920 — 25 апреля 1989), племянник предыдущего.

### Титульные Махараджи
- 1948—1989: Ананд Радж IV Павар (24 ноября 1920 — 25 апреля 1989)
- 1989—2015: Шримант Сардар Каран Сингх Джагдеорао Павар (29 марта 1958—2015), старший сын Джагдерао Сетурамрао Павара (1923—1989)
- 2015 — настоящее время: Хемендра Сингх Рао Павар (род. 18 сентября 1968), младший брат предыдущего.